# Johannes Thiemann
Johannes Thiemann (* 9. Februar 1994 in Trier) ist ein deutscher Basketballspieler. Er misst 2,06 Meter und kommt als Flügel- und Innenspieler zum Einsatz. 2023 wurde er Weltmeister und 2022 Dritter der Europameisterschaft.

## Spielerlaufbahn
Thiemann wuchs als Sohn einer deutschen Mutter und eines kamerunischen Vaters in Neunkirchen am Brand auf. Er spielte Fußball beim TSV Neunkirchen am Brand und bei der SpVgg Erlangen, verlor aber den Spaß an der Sportart, als er nach einem Wachstumsschub vom Mittelfeld in die Innenverteidigung verschoben wurde. Thiemann wechselte zum Basketball und spielte in Nürnberg bei den Franken Hexer. Er ging im Alter von 16 Jahren nach Bamberg. 2012 wurde er in der NBBL mit dem TSV Breitengüßbach Deutscher Meister. Thiemann bestand im Jahre 2012 seine Abiturprüfungen am Dientzenhofer-Gymnasium.
Thiemann spielte von 2011 und 2013 für den TSV Breitengüßbach in der NBBL (U19-Bundesliga), sammelte in der Saison 2010/11 erste Erfahrung im Herrenbereich und kam für die Regnitztal Baskets in der 1. Regionalliga Süd-Ost zum Einsatz. Ab der Saison 2011/12 gehörte er darüber hinaus zum Aufgebot der Drittliga-Herrenmannschaften Breitengüßbachs. 2013 wurde Thiemann in den Kader des Erstligisten Brose Baskets Bamberg berufen und kam in der Spielzeit 2013/14 zu sechs Kurzeinsätzen in der Bundesliga und verstärkte zudem dank einer Doppellizenz den 1. FC Baunach in der dritten Liga, der 2. Bundesliga ProB. Mit Baunach wurde er Pro-B-Vizemeister und wurde von der Internetseite Eurobasket.com als einer der fünf besten Spieler der Saison sowie als derjenige Akteur, der im Saisonverlauf die beste Entwicklung genommen hatte, ausgezeichnet.
Auch nach dem Aufstieg mit Baunach in die zweite Liga (2. Bundesliga ProA) pendelte Thiemann in der Saison 2014/15 zwischen den Baunacher und Bamberger Kadern.
In der Saison 2015/16 gehörte Thiemann der Statistik zufolge zu den besten deutschen Spielern in der 2. Bundesliga ProA und verbuchte in 27 Einsätzen im Durchschnitt 15,3 Punkte, 9,6 Rebounds sowie 1,9 Korbvorlagen. Er fungierte zudem als Baunachs Mannschaftsführer. Anfang Juni 2016 gab Bundesligist Ludwigsburg die Verpflichtung Thiemanns bekannt. Im Spieljahr 2016/17 verbuchte er in 37 Bundesliga-Einsätzen im Durchschnitt 8,3 Punkte sowie 4,8 Rebounds für Ludwigsburg. Anfang Februar 2018 zog er sich einen Sehnenabriss im rechten Oberschenkel zu und musste mehrere Monate aussetzen. Er schloss die Saison 2017/18 mit einer Bilanz von 19 Bundesliga-Einsätzen mit Mittelwerten von 10,4 Punkten und 4,1 Rebounds je Begegnung ab.

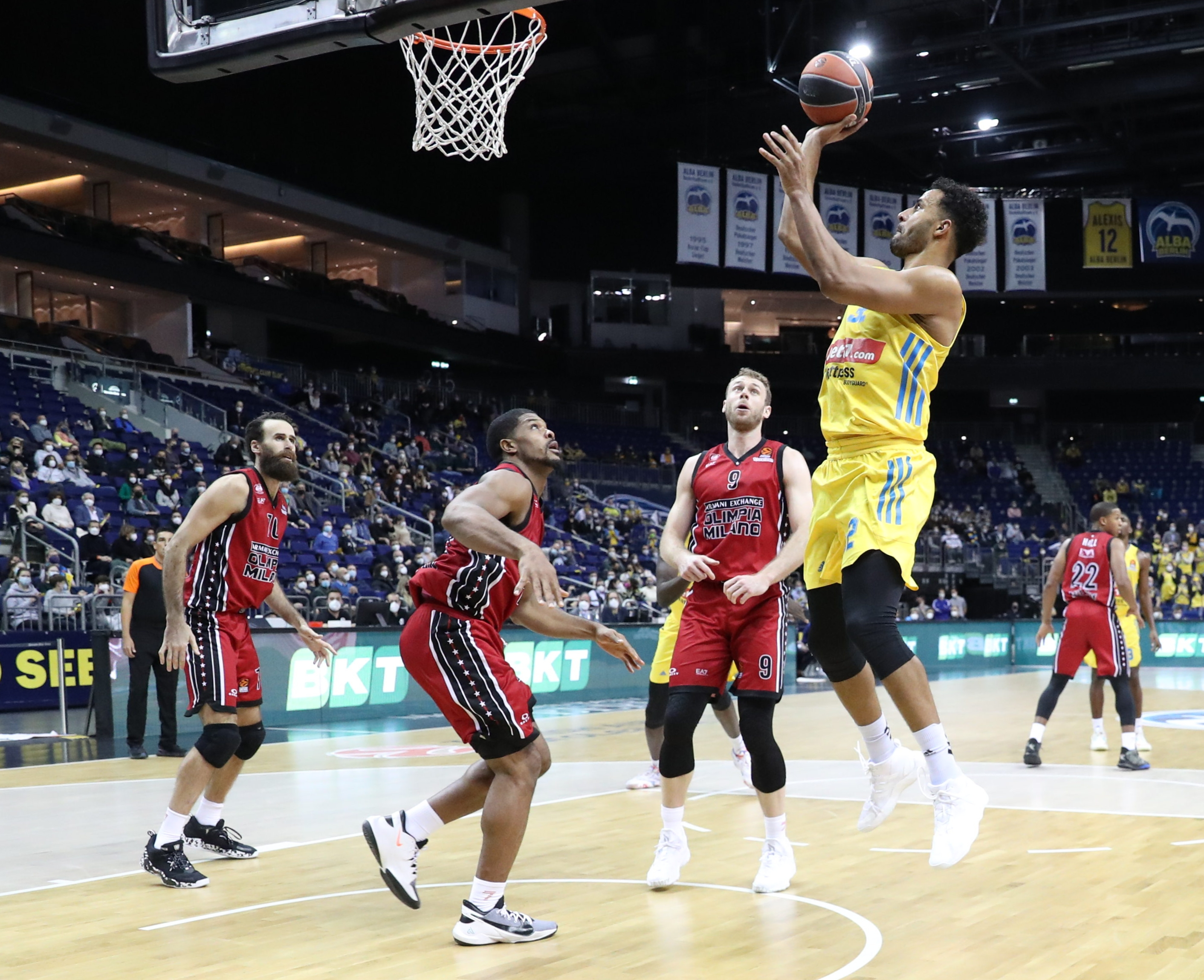
Thiemann im Trikot von Alba Berlin (2022)

Anfang Juli 2018 wurde Thiemann von Alba Berlin unter Vertrag genommen. Im April 2019 stand er mit der Mannschaft in der Endspielserie des Europapokalwettbewerbs Eurocup, unterlag dort aber Valencia. Mit den Berlinern gewann er im Spieljahr 2019/20 den deutschen Pokalwettbewerb. Ende Juni 2020 gewann er mit den Berlinern die deutsche Meisterschaft. Er erreichte im Meisterjahr in der Bundesliga Mittelwerte von 6,8 Punkten sowie 4,8 Rebounds je Begegnung. In der Saison 2020/21 gewann er mit Berlin erneut die deutsche Meisterschaft, Thiemann trug auf dem Weg zum zweiten Meistertitel in Folge in 36 Einsätzen durchschnittlich 7,5 Punkte bei. Bei seiner dritten Meisterschaft mit Berlin im Juni 2022 wurde Thiemann als bester Spieler der Endspielserie ausgezeichnet. Des Weiteren gewann er in der Saison 2021/22 mit Berlin den deutschen Pokalwettbewerb. Thiemann spielte bis 2024 in Berlin.
Im Juli 2024 wechselte Thiemann nach Japan in die B.League zu Gunma Crane Thunders aus Ōta, nördlich von Tokio.

## Nationalmannschaft
Im August 2012 nahm Thiemann mit der deutschen Nationalmannschaft an der U18-Europameisterschaft in Lettland und Litauen teil. Die Auswahl des Deutschen Basketball Bundes wurde 14. von 16 teilnehmenden Ländern, was den Abstieg in die B-Gruppe bedeutete. In neun EM-Spielen erzielte er durchschnittlich 8 Punkte sowie 5,3 Rebounds.
Auch bei der Europameisterschaft der Altersklasse U20 im Juli 2014 war Thiemann mit der deutschen Nationalmannschaft dabei. Bei dem Turnier in Griechenland kam er zu neun Einsätzen und Mittelwerten von 9,9 Punkten und 4,1 Rebounds.
Als Student der Wirtschaftswissenschaften an der Fernuniversität Hagen nahm er 2015 mit der deutschen Studentennationalmannschaft an der Universiade in Südkorea teil und gewann dort die Silbermedaille.
Ende Juli 2016 bestritt Thiemann in einem Freundschaftsspiel gegen die Ukraine seinen ersten Einsatz für die A-Nationalmannschaft und erzielte bei seinem Einstand acht Zähler. 2017 stand er im EM-Aufgebot der deutschen Mannschaft. Bei den Olympischen Sommerspielen 2020, die wegen der COVID-19-Pandemie im Jahr 2021 nachgeholt wurden, erzielte er in vier Einsätzen 6,5 Punkte sowie 6 Rebounds je Begegnung. Im September 2022 holte er mit Deutschland die Bronzemedaille bei der Europameisterschaft 2022. Thiemann erzielte im EM-Verlauf 8,0 Punkte je Begegnung.
Bundestrainer Gordon Herbert berief ihn ebenfalls ins deutsche Aufgebot für die im Spätsommer 2023 in Indonesien, Japan und den Philippinen ausgerichtete Weltmeisterschaft. Am Viertelfinalsieg über Lettland (81:79) war Thiemann mit zehn Punkten und sieben Rebounds beteiligt. Er blieb in dem Spiel ebenso ohne Fehlwurf wie im Halbfinale, als die deutsche Mannschaft in Manila die Vereinigten Staaten mit 113:111 (nie zuvor waren so viele Punkte in einem WM-Halbfinale gefallen) bezwang. Bei dem Sieg, der als Sensation eingestuft wurde und der Deutschland die erste Teilnahme an einem WM-Endspiel bescherte, gelangen Thiemann zehn Punkte sowie fünf Rebounds. Am Endspielsieg (83:77 gegen Serbien), durch den Thiemann mit der deutschen Mannschaft Weltmeister wurde, war er unter anderem mit zwei Rebounds in zwölfminütiger Einsatzzeit beteiligt. Punkte erzielte Thiemann im WM-Endspiel nicht.
Bei den Olympischen Spielen 2024 in Paris wurde Thiemann mit der deutschen Mannschaft Vierter. Im November 2024 führte er die Deutschen als Kapitän im ersten Länderspiel unter Bundestrainer Álex Mumbrú aufs Feld.

## Statistiken

### Bundesliga

#### Hauptrunde
| Saison    | Team        | GP  | GS  | MPG   | FG % | 3P % | FT % | RPG | APG | SPG | BPG | PPG  |
| --------- | ----------- | --- | --- | ----- | ---- | ---- | ---- | --- | --- | --- | --- | ---- |
| 2013–2014 | Bamberg     | 6   | 0   | 02:42 | .000 | .000 | .000 | 0.5 | 0.3 | 0.2 | 0.0 | 0.0  |
| 2014–2015 | Bamberg     | 5   | 0   | 03:00 | .000 | .000 | .000 | 0.0 | 0.0 | 0.2 | 0.0 | 0.0  |
| 2016–2017 | Ludwigsburg | 32  | 32  | 16:40 | .521 | .286 | .743 | 5.1 | 0.3 | 0.7 | 0.3 | 8.9  |
| 2017–2018 | Ludwigsburg | 16  | 16  | 18:58 | .511 | .368 | .656 | 4.8 | 1.0 | 0.6 | 0.1 | 11.9 |
| 2018–2019 | Berlin      | 31  | 1   | 14:21 | .640 | .500 | .724 | 3.8 | 0.5 | 0.6 | 0.1 | 8.2  |
| 2019–2020 | Berlin      | 8   | 1   | 13:55 | .632 | .200 | .769 | 3.1 | 0.4 | 0.4 | 0.0 | 7.4  |
| 2020–2021 | Berlin      | 34  | 10  | 17:48 | .537 | .310 | .759 | 4.3 | 1.3 | 0.7 | 0.1 | 7.7  |
| 2021–2022 | Berlin      | 27  | 10  | 16:21 | .480 | .244 | .775 | 3.8 | 1.7 | 0.7 | 0.1 | 7.6  |
| 2022–2023 | Berlin      | 29  | 12  | 16:41 | .592 | .308 | .819 | 4.1 | 2.4 | 0.6 | 0.1 | 9.7  |
| 2023–2024 | Berlin      | 21  | 19  | 19:47 | .513 | .250 | .839 | 4.5 | 2.0 | 0.9 | 0.1 | 12.6 |
| Gesamt    | Gesamt      | 209 | 101 | 16:12 | .521 | .304 | .723 | 4.1 | 1.1 | 0.6 | 0.1 | 8.6  |

Quelle: 